# Mariano Sánchez de Palacios
Mariano Sánchez de Palacios (Madrid, 1906-Madrid, 1990) fue un escritor, crítico artístico y periodista español.

## Biografía
Nacido en Madrid en 1906, perteneció al Instituto de Estudios Madrileños, entre otras sociedades. Fue padre del intelectual Alberto Sánchez Álvarez-Insúa. Fue autor, entre otras, de Los dibujantes en España, una obra con prólogo de José Francés publicada en 1935, durante la Segunda República, un estudio del dibujo en España durante los años precedentes, o Zurbarán: estudio biográfico y crítico, un estudio del pintor del Siglo de Oro Francisco de Zurbarán publicado en 1964. Falleció en su ciudad natal el 22 de julio de 1990.